# Cydros leucurus
Cydros leucurus là một loài bọ cánh cứng trong họ Cerambycidae.